# Architecture en bois russe

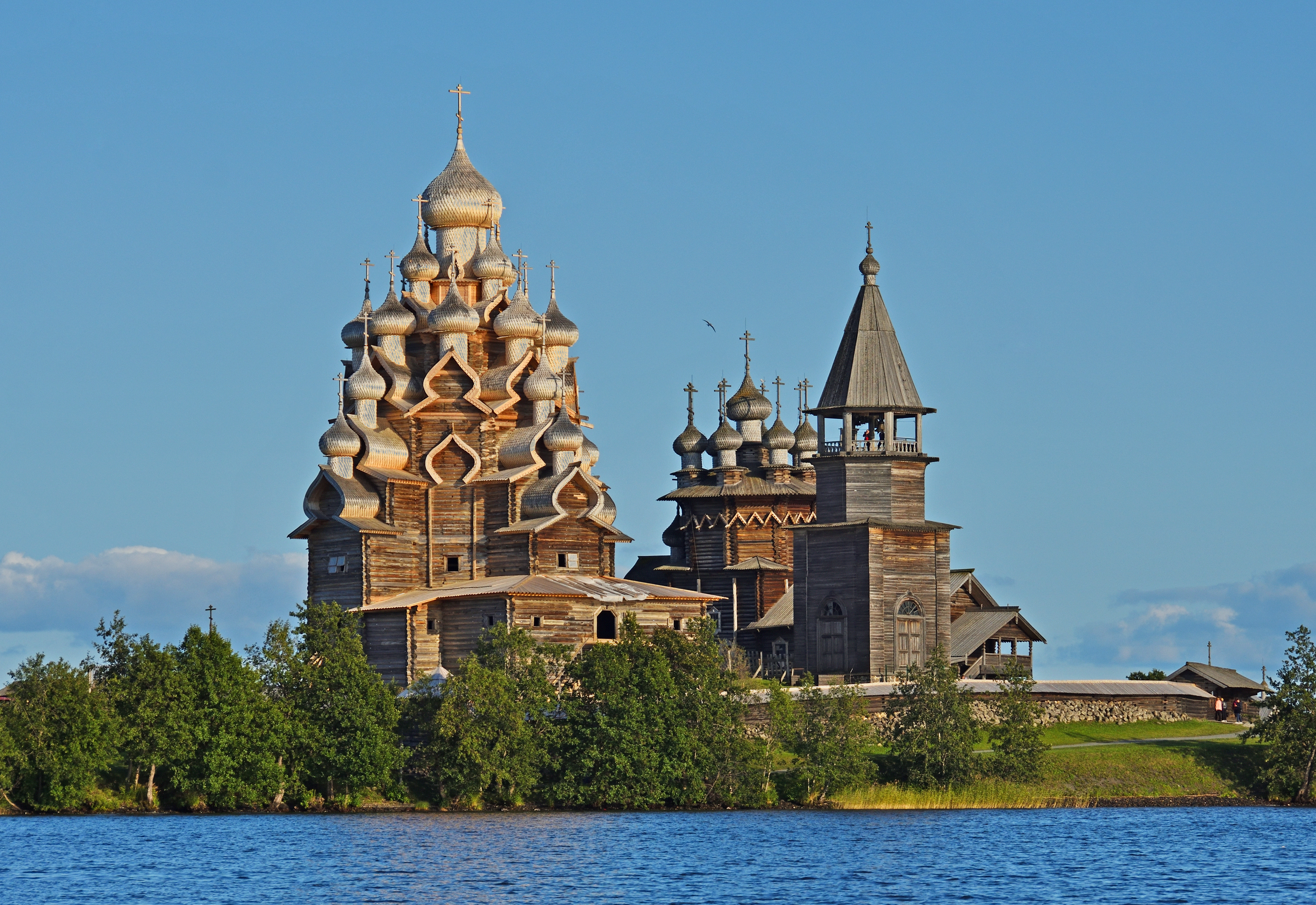
Le Pogost de Kiji, ensemble architecture en bois russe classé au patrimoine mondial de l'UNESCO.

L'architecture en bois russe (en russe : Русское деревянное зодчество) est un type d'architecture traditionnelle qui s'est développé en Russie, qui présente des caractéristiques structurelles, techniques, architecturales et artistiques stables et prononcées, qui sont déterminées par le bois comme matériau principal. Parfois, ce style comprend des bâtiments en bois d'architecture de style professionnel, des bâtiments éclectiques combinant des éléments d'architecture populaire et professionnelle, ainsi que des tentatives modernes visant à faire revivre les anciennes traditions de menuiserie russe. C'est l'un des phénomènes les plus caractéristiques de la culture russe et il est répandu dans de nombreuses zones de la Russie, que ce soit la péninsule de Kola, l'Oural ou la Sibérie,.